# Juan Martínez Mata
Juan Martínez Mata (20 de octubre de 1936, Monterrey, México - enero de 2013) fue un humanista científico, médico neurofisiólogo y electromiografista mexicano que introdujo el primer electromiógrafo en México. Logró modificar el plan de estudios médicos y contribuyó a los estudios del Parkinson. El doctor Martínez Mata fue investido con varios reconocimienos a lo largo de su carrera como humanista, educador, y médico. Estos los recibió gracias a sus diversos trabajos de investigación, publicaciones médicas, conferencias en congresos y por su influencia a nivel nacional e internacional.

## Reseña biográfica
Juan Martínez Mata nació el 20 de octubre de 1936 en la ciudad de Monterrey. Comenzó sus estudios en el Colegio Pedro de Gante. Posteriormente, en 1953 obtuvo la licenciatura en La Facultad de Medicina de la Universidad de Nuevo León. Con el tiempo y después de finalizar la licenciatura en medicina, decidió especializarse en Neurología. En esos tiempos, los neurólogos hacían su formación en el extranjero. El egresa en 1964 como el primer neurólogo mexicano con formación dentro de las instalaciones del Instituto Mexicano del Seguro Social (IMSS), un neurólogo hecho en México. 
Dentro de sus estudios de postgrado podemos encontrar: Residencia de Neurología en la clínica IMSS y Centro Médico La Raza; Neurofisiología de alta especialidad en el Centro Nacional del IMSS, Neurofisiología de alta especialidad en el Hospital Civil de Estrasburgo Francia (1966) y Estudios de Neurofisiologia en la Universidad de Harvard, Boston (1982).  
De 1965 hasta 1989, el Dr. Juan Martínes Mata ejerció cómo médico neurólogo en el departamento de Neurofisiología en el Centro Médico Nacional la Raza. Ahí mismo ocupó el cargo como Encargado del Laboratorio de Electromiografía en 1966 y posteriormente como Jefe de Servicio de Neurología en 1969. Alrededor de esos años trabajó como Neurólogo Electromiografista en el Instituto Nacional de Neurología y Neurocirugía, realizando estudios e investigación en torno al Parkinson y dando charlas y conferencias relacionadas. 
En 1976, se fundó la Academia Mexicana de Neurología, y Martínez Mata formó parte de los reconocidos miembros fundadores. Igualmente fue miembro del Comité Científico y Editorial de la Academia Mexicana de Neurología (1991 – 1992) de modo que en 1999 fue nombrado Presidente de la Academia Mexicana de Neurología. Igualmente fue uno de los miembros fundadores del Consejo Mexicano de Neuroglogía A.C. y consecuentemente fue nombrado presidente del Consejo (1997-1998). También certificado por el Consejo Mexicano de Neurología y Neurofisiología Clínica desde 1972 cada 5 años, e igualmente ese mismo año comenzó a trabajar en el Hospital Juárez de México como médico adscrito al servicio de Neurofisiología. En el 2004, ejerció como Jefe de servicio de Neurología hasta el 2012.

## Pedagogía como neurólogo
- Profesor de la materia "Neurología" en la Facultad de Medicina de la UNAM (1963)
- Profesor adjunto de postgrado en Neurología Clínica en la Facultad de Medicina de la UNAM (1968 – 1989)
- Profesor Titular del Curso de postgrado de Neurología Clínica en el Hospital Juárez de México (2006)
- Miembro del Comité Académico de Neurología de la UNAM (2008)

## Ideario
- La medicina es la más humana de las artes, la más científica de las humanidades, y la más artística de las ciencias.
- Ser médico es una forma de ser y de vivir.
- Quién no vive para servir, no sirve para vivir porque servicio es amor
- "Solo por hoy seré feliz" Así inauguraré cada día de mi vida.
- Defenderé que el respeto al deber honra la vida.

- Realizaré con rigor y excelencia mi trabajo porque es una necesidad intelectual y emocional
- Debatiré que lo que más vale en la vida es la amistad, el amor, el compañeriasmo.
- Haré del humanismo, de la humildad y de la ética profesional mi religión.
- Escucharé con respeto y atención a los demás. La comunicación es importante.
- Trataré de cultivar y vigorizar mi espíritu. Aprenderé algo útil, no seré perezoso mental.

- Ejercitaré mi alma: haré algún bien a alguien y dos acciones que no me agraden hacer
- Eliminaré la desesperanza, la soberbia; la prisa y la indecisión.
- Conservaré el buen humor y la tranquilidad que vigorizan la salud.
- Tendré un momento de soledad y descanso que permitan la reflexión.
- Sentiré un deseo infinito de estar de acuerdo conmigo mismo.

- Tendré una visión positiva de mis problemas, los enfrentaré como retos que me fortalecerán.
- Disfrutaré de las bellezas naturales y las del arte humano.
- Eliminaré el lastre de las culpas y no tendré miedos que debiliten y obstruyan el futuro.
- Seré agradable. Tendré mejor aspecto que pueda. Hablaré en voz baja. Seré generoso. Y no me tomaré tan en serio.
- Aceptaré a mi familia como es, la cuidaré, procuraré impulsara y hacerla feliz

- La felicidad consiste en seguir deseando lo que se pose
- La tarea de la vejez es aprender a morir.

## Publicaciones
- "La Biblia" para estudiantes de Postgrado de Neurofisiología y Electromiografía

- Artículo "El sujeto y el transplante en la enfermedad del Párkinson"

- Artículo "Antígeno de HLA en el Síndrome del Guillain Barré"
- Revista Mexicana de Neurociencia artículo "Síndrome de Miller Fisher, una variante del síndrome de Guillain Barré"
- Revista Mexicana de Neurociencia artículo "Reseña bibliográfica: Antología neurológica"

- Libro "Topicos Innovadores en Medicina Crítica" artículo "Cuidados Intensivos en el Paciente con trastornos Neurológicos Graves"